# Лисбърн
Лѝсбърн (на английски: Lisburn; на ирландски: Lios na gCearrbhach) е град в югоизточната част на Северна Ирландия. Разположен е около река Лаган в район Лисбърн на графство Даун на около 15 km югозападно от централната част на столицата Белфаст. Главен административен център на район Лисбърн. Има жп гара от 12 август 1839 г. Населението му е 71 465 жители според данни от преброяването през 2001 г.

## Спорт
Представителният футболен отбор на града се казва ФК Лисбърн Дистилъри. Дългогодишен участник е в ИФА Премиършип.